# تشارلز ميلفيل ديوي
تشارلز ميلفيل ديوي (بالإنجليزية: Charles Melville Dewey)‏ هو رسام أمريكي، ولد في 1849 في قرية لوفيل في الولايات المتحدة، وتوفي في 1937.